# El Goaltal
El Goaltal ist eine Parroquia rural („ländliches Kirchspiel“) im Kanton Espejo der ecuadorianischen Provinz Carchi. Die Parroquia besitzt eine Fläche von 243,9 km². Die Einwohnerzahl lag im Jahr 2010 bei 816.

## Lage
Die Parroquia El Goaltal liegt in den Anden im äußersten Norden von Ecuador. Das Verwaltungsgebiet liegt 6,5 km von der kolumbianischen Grenze entfernt. Der etwa 1070 m hoch gelegene Hauptort Gualchán befindet sich am Río Blanco, ein rechter Nebenfluss des Río Mira, 55 km westlich der Provinzhauptstadt Tulcán. Die Fernstraße E186 verbindet El Goaltal mit dem Flusstal des Río Mira sowie mit dem Verwaltungszentrum der Parroquia El Chical. Im Süden reicht die Parroquia bis zum Río Chutin, linker Nebenfluss des Río de la Plata. 
Die Parroquia El Goaltal grenzt im Norden und im Nordosten an den Kanton Tulcán mit den Parroquias Chical und Maldonado, im Osten an die Parroquia La Libertad, im Süden an die Parroquia La Concepción (Kanton Mira) sowie im Südwesten und im Westen an die Parroquia Jacinto Jijón y Caamaño (ebenfalls im Kanton Mira).

## Orte und Siedlungen
In der Parroquia gibt es folgende Comunidades:
- Chutin
- Corazón de Mundo Nuevo
- Espejo Nº 2
- Gualchán
- La Cortadera
- Las Juntas
- Moran
- San Miguel de Guayabal

Weitere Orte (Sectores) sind:
- Cielo Azul
- El Cedro
- El Corazón
- El Pailón
- Gualcháncito
- Piedras Puntas
- Segunda Línea
- Tres Cerrillos

## Geschichte
Die Parroquia El Goaltal wurde am 27. Dezember 1949 gegründet.

## Ökologie
Der äußerste Norden der Parroquia befindet sich innerhalb des Schutzgebietes Bosque Protector Golondrinas.